# Megadytes aubei
Megadytes aubei är en skalbaggsart som först beskrevs av Wilke 1920.  Megadytes aubei ingår i släktet Megadytes och familjen dykare.

## Underarter
Arten delas in i följande underarter:
- M. a. aubei
- M. a. meridionalis